# M-409
La M-409 es una carretera de la Red Principal de la Comunidad de Madrid. Con una longitud de 2,78 km, discurre como autovía de dos carriles por sentido, además de una vía de servicio por cada sentido, lo que la convierte en una vía de tres carriles por sentido (un muro de hormigón separa ambos sentidos y las vías de servicio), entre las ciudades de Leganés y Fuenlabrada. 

## Enlaces
- Leganés Sur / M-406
- Autovía M-50.
- Fuenlabrada (norte) / Calle de Leganés.

## Tráfico
En 2012 registró una cifras de tráfico de 43.096 vehículos diarios y el tráfico de camiones supone un 5 por ciento del total. Desde 2008 el tráfico en esta carretera ha descendido en un 8,4 por ciento.

## Tramos
| Denominación | Tramo                                          | km  | Año servicio |
| ------------ | ---------------------------------------------- | --- | ------------ |
| M-409        | Leganés M-406 - Calle de Leganés (Fuenlabrada) | 2,8 | 1986         |